# Helga Zerrenz
Helga Zerrenz (* 19. März 1940 in Berlin; † 5. Februar 2023 ebenda) war eine deutsche Schlagersängerin. Ihre größten Erfolge hatte sie in den 1960er Jahren in der DDR.

## Biografie

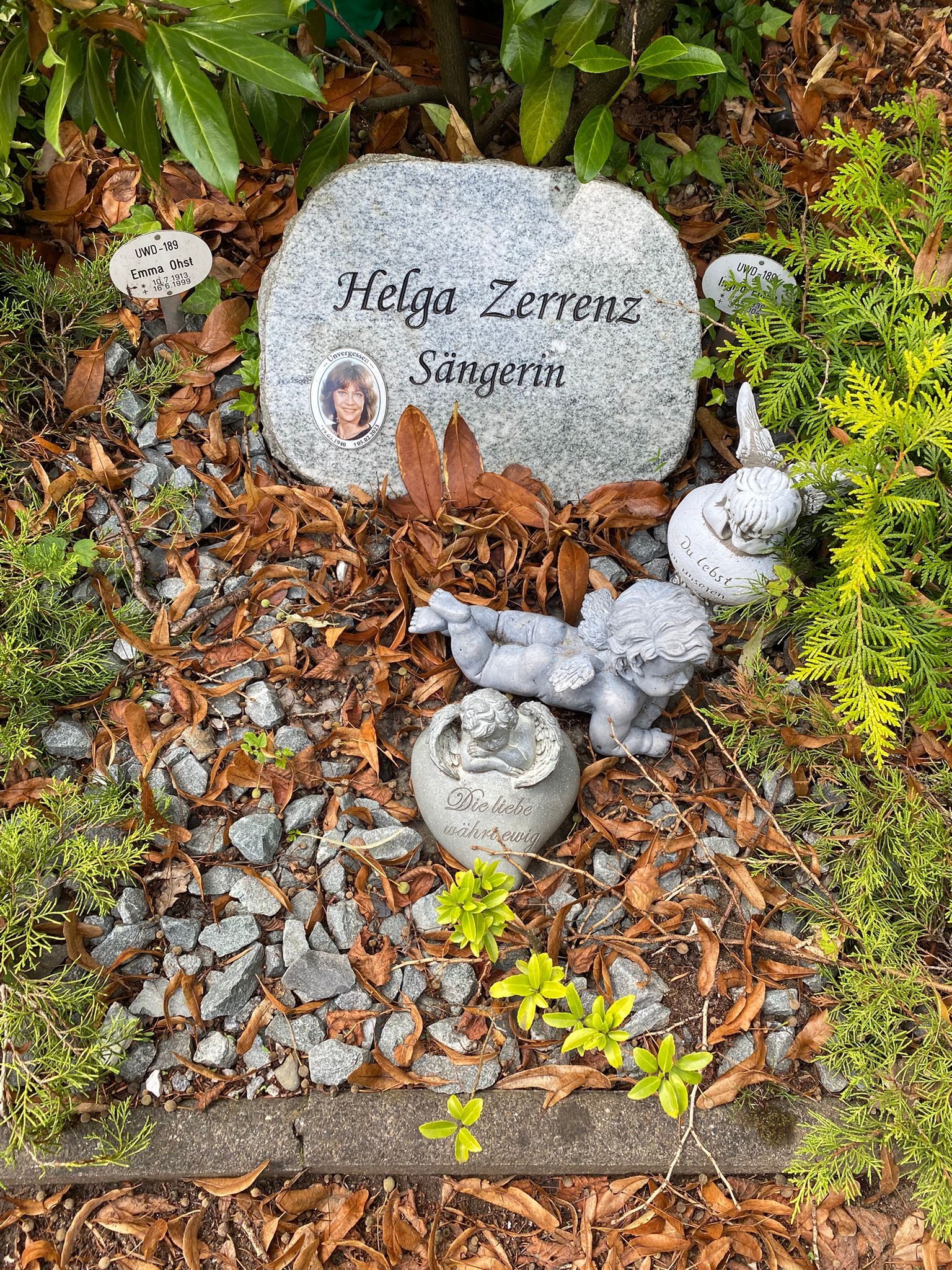
Grabstätte auf dem Friedhof Pankow III

Helga Zerrenz wurde als uneheliches Kind geboren. Ihr Vater war Soldat. Ihre Mutter lehnte sie ab und ließ sie für geistesgestört erklären, so dass sie in eine Anstalt für geistig Behinderte in Brandenburg eingewiesen wurde. Dort wurde sie gequält und schikaniert. Als Zwölfjährige wurde sie untersucht und als unauffällig eingestuft. Sie kam daraufhin in ein Kinderheim, in dem sich der Heimleiter an Zerrenz sexuell verging.
Helga Zerrenz strebte mit 18 Jahren eine Karriere als Sängerin an und bewarb sich beim Talenteförderer Heinz Quermann. Mit ihrer rauchigen Stimme wurde sie schnell eine bekannte und gefragte Schlagersängerin. Mit dem Lied Kirschen pflücken in fremden Gärten gelang ihr der Durchbruch. 1967 sang sie ihren erfolgreichsten Hit Die Lichter im Hafen (Musik: Wolfgang Kähne, Text: Dieter Schneider). 1968 interpretierte sie das Lied Walzer des Sommers der westdeutschen Sängerin Alexandra. Die Aufnahme wurde in der DDR verboten.
Die Sängerin wohnte bis zu ihrem Tod im Berliner Stadtteil Prenzlauer Berg. Ihre letzte Ruhestätte erhielt Helga Zerrenz auf dem Friedhof Pankow III.

## Diskografie

### Singles
- 1967: Sag ... (Gerti Möller) / Ich suche dich (Amiga)
- 1968: Die Lichter im Hafen / Ich glaub die Verliebten haben einen guten Stern (Christian Schafrik) (Amiga)
- 1984: Alt wie die Welt (Single, Gruppe: 220 Gesangssolisten unseres Landes) (Amiga)
- 1997: Abschied vom Meer, Ohne Sehnsucht und Wieviel Träume (Maxi-CD, Alles Reco)

### Lieder auf Kompilationen
- 1967: Ich suche dich auf Neuerscheinungen Juli 1967 (Amiga – Unverkäufliche Informationsplatte)
- 1967: Ich suche dich auf Schlager 1967 (Amiga)
- 1968: Die Lichter im Hafen auf Schlager-Start (Amiga)
- 1969: Abschied auf Schlager frei Haus (Amiga)
- 1969: Brief an dich auf Schlager im Ziel (Amiga)
- 1969: Charlie auf Treffpunkt der Talente im AMIGA-Studio (Amiga)
- 1970: Abschied auf Tanzrhythmen (UdSSR: Melodie)
- 1975: Hier schläft ein Mensch auf Musical-Erfolge 3 (NOVA)
- 1988: Die Lichter im Hafen auf AMIGA-Cocktail 1987–1988 (Amiga)
- 1995: Wieviel Träume auf Ein süsses Schlager Rendezvous (Album Records)

### Rundfunkaufnahmen
- unbekannt: Dein Weg
- unbekannt: Die Stadt ist tot
- unbekannt: Wer Liebe sucht
- unbekannt: Zärtlichkeit
- 1966: Kirschen pflücken in frendem Gärten
- 1967: Das Großstadtlied
- 1967: Ein Stückchen Herz
- 1967: Kirschen pflücken in frendem Gärten
- 1968: Thomas
- 1968: Wie seltsam ist die Liebe
- 1969: Der alte Seemann
- 1969: Spur im Sand
- 1969: Ein Stückchen Herz
- 1969: Kirschen pflücken in frendem Gärten
- 1969: Thomas
- 1969: Ein nacktes Mädchen
- 1969: Tu du es
- 1969: Von nun an ging´s bergab
- 1970: Du
- 1970: Ein Strom, der Liebe heißt
- 1970: Walzer des Sommers
- 1971: Dass du mich lieb hast
- 1971: Wintertag
- 1972: Regentag
- 1973: Das ist der Herbst
- 1973: Ein bißchen Vergangenheit
- 1974: Hoffnung bleibt
- 1974: Silberpapier
- 1985: 1058 Berlin
- 1985: Anbeginn

### TV-Produktion
- 1971: Frühling
- 1973: Geh durch die Türe (für Polizeiruf 110: Vorbestraft)

### TV-Auftritte
- 00.00.19xx: Klock 8, achtern Strom
- 00.00.1967: Schlagerwettbewerb der DDR Titel Ich suche dich
- 00.00.1968: Schlager '68 Titel Thomas
- 31.12.1968: MMM - Die Messe der Meister der Musen
- 31.12.1969: Adlershofer Tele-Jahrmarkt
- 08.02.1970: Heiner Fink
- 26.04.1970: Schlager einer großen Stadt - Dresden
- 17.04.1971: Schlager einer großen Stadt - Karl-Marx-Stadt
- 17.03.1984: Wennschon, dennschon
- 16.09.1997: Bi uns tu Hus
- 12.10.2001: Wiedersehen macht Freude (Hoyerswerda)
- 28.11.2004: Vorhang auf ... Das Jahr 1967

### Weitere Veranstaltungen und Auftritte
- 19.01.1973: Varieté unterwegs Stadttheater Glauchau
- 30.08.2015: 500. Kofferradio Show mit Siegfried Trzoß
- 00.00.2017: Kofferradio Radiosendung mit Siegfried Trzoß
- 00.07.2018: 600. Kofferradio Show mit Siegfried Trzoß